# 尹起重

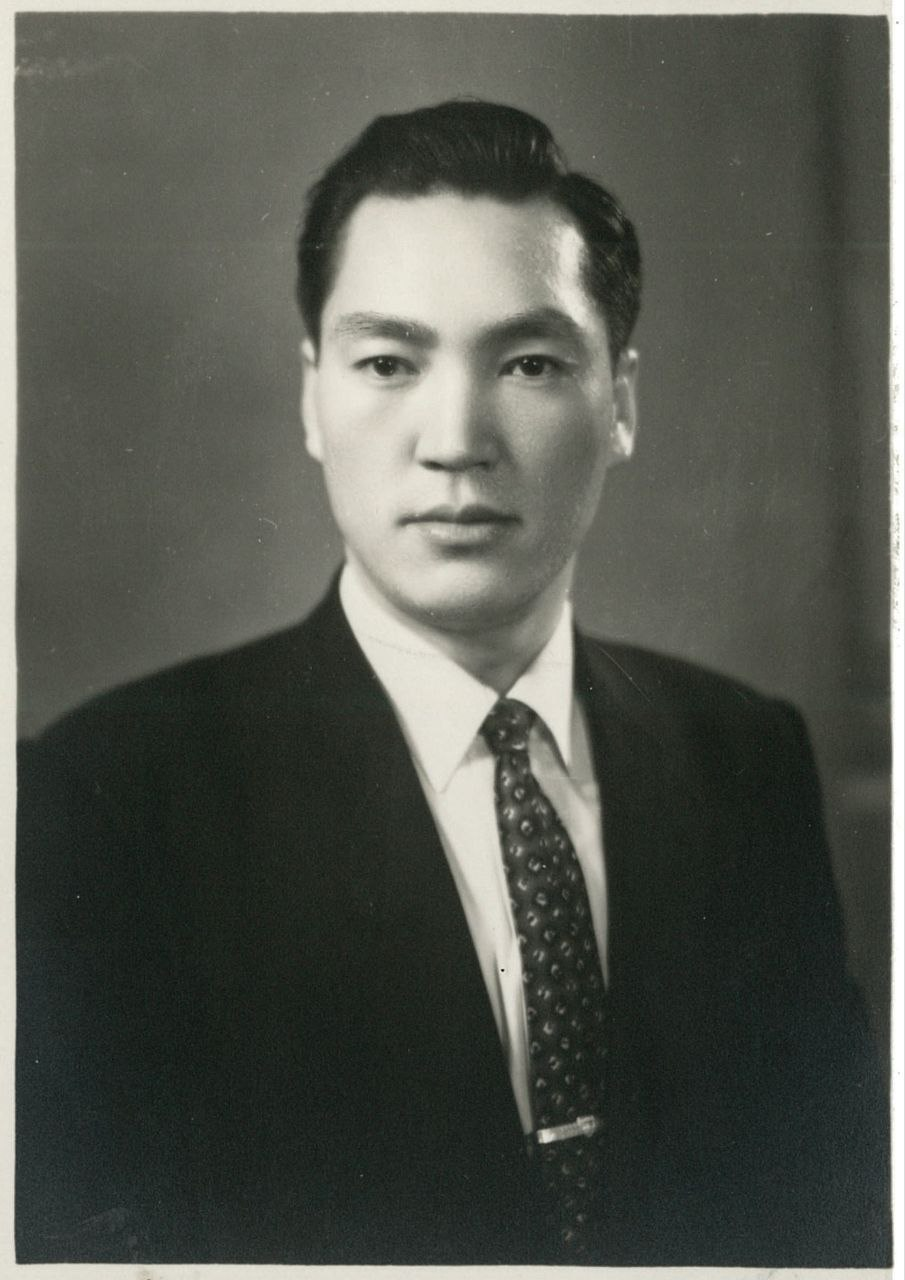
尹起重年輕時期

尹起重（韓語：윤기중，1931年12月19日—2023年8月15日），本貫為坡平尹氏，大韩民国经济学家。延世大學名誉教授，韓国学術院成員，曾任韩国经济学会及韩国统计学会会长。2023年8月15日中午病逝。
其子為前任韓國總統尹锡悦。